# La Bora
La Bora este o arie protejată (arie specială de conservare — SAC, sit de importanță comunitară — SCI, arie de protecție specială avifaunistică — SPA) din Italia întinsă pe o suprafață de 40 ha, integral pe uscat.

## Localizare
Centrul sitului La Bora este situat la coordonatele 44°37′53″N 11°12′17″E / 44.6314°N 11.2047°E.

## Înființare
Situl La Bora a fost declarat sit de importanță comunitară în iulie 2002 pentru a proteja 69 de specii de animale. Alte tipuri de protecție:
- arie de protecție specială avifaunistică (în iulie 2006)[3]
- arie specială de conservare (în martie 2019)[2][4][5]

## Biodiversitate
Situată în ecoregiunea continentală, aria protejată conține 5 habitate naturale: Ape puternic oligomezotrofe cu vegetație bentonică cu Chara spp., Galerii de Salix alba și de Populus alba, Lacuri eutrofice naturale cu vegetație de tip Magnopotamion sau Hydrocharition, Păduri aluvionare cu Alnus glutinosa și Fraxinus excelsior (Alno-Padion, Alnion incanae, Salicion albae), Liziere de ierburi înalte hidrofile de câmpie și de nivel montan până la alpin.
La baza desemnării sitului se află mai multe specii protejate:
- păsări (65): pescăruș albastru (Alcedo atthis), rață mare (Anas platyrhynchos), gâscă cenușie (Anser anser), lăstunul mare (Apus apus), egretă mare (Ardea alba), stârc cenușiu (Ardea cinerea), ciuf-de-pădure (Asio otus), cucuvea (Athene noctua), rață-cu-cap-castaniu (Aythya ferina), rața moțată (Aythya fuligula), rață roșie (Aythya nyroca), șorecarul comun (Buteo buteo), sticlete (Carduelis carduelis), Cettia cetti, florinte (Chloris chloris), erete vânăt (Circus cyaneus), botgros (Coccothraustes coccothraustes), cuc (Cuculus canorus), pițigoi albastru (Cyanistes caeruleus), lăstun de casă (Delichon urbicum), ciocănitoare pestriță mare (Dendrocopos major), egretă mică (Egretta garzetta), măcăleandru (Erithacus rubecula), vânturel roșu (Falco tinnunculus), vânturel de seară (Falco vespertinus), cinteză (Fringilla coelebs), Fringilla montifringilla, lișiță (Fulica atra), găinușă de baltă (Gallinula chloropus), gaiță (Garrulus glandarius), rândunică (Hirundo rustica), stârc pitic (Ixobrychus minutus), capîntortură (Jynx torquilla), sfrâncioc roșiatic (Lanius collurio), privighetoare (Luscinia megarhynchos), rață fluierătoare (Mareca penelope), rață pestriță (Mareca strepera), codobatură galbenă (Motacilla alba), muscar sur (Muscicapa striata), stârc de noapte (Nycticorax nycticorax), grangur (Oriolus oriolus), ciuf-pitic (Otus scops), pițigoi mare (Parus major), vrabie de câmp (Passer montanus), cormoran mare (Phalacrocorax carbo), ciocănitoarea verde (Picus viridis), corcodel mare (Podiceps cristatus), pițigoi sur (Poecile palustris), brumăriță de pădure (Prunella modularis), pițigoi-pungar (Remiz pendulinus), mărăcinar negru (Saxicola torquatus), sitar de pădure (Scolopax rusticola), cănăraș (Serinus serinus), Spatula clypeata, rață cârâitoare (Spatula querquedula), turturică (Streptopelia turtur), graur (Sturnus vulgaris), corcodel mic (Tachybaptus ruficollis), pănțărușul (Troglodytes troglodytes), sturzul viilor (Turdus iliacus), mierlă (Turdus merula), sturz-cântător (Turdus philomelos), sturzul de vâsc (Turdus viscivorus), strigă (Tyto alba), pupăză (Upupa epops)
- amfibieni (1): Triturus carnifex
- nevertebrate (2): croitorul mare al stejarului (Cerambyx cerdo), fluturele purpuriu (Lycaena dispar)
- reptile (1): țestoasa de baltă (Emys orbicularis)

Pe lângă speciile protejate, pe teritoriul sitului au mai fost identificate 7 specii de plante, 6 specii de amfibieni, 4 specii de mamifere, 3 specii de nevertebrate, 4 specii de reptile.